# Церковь Вознесения Господня (Большое Руново)
Церковь Вознесения Господня (Вознесенский храм) — православный храм в посёлке Большое Руново городского округа Кашира Московской области. Относится к Каширскому благочинию Коломенской епархии Русской православной церкви.

## История
В 1710 году в селе была построена первая деревянная церковь в честь Вознесения Господня. Новый деревянный храм Вознесения Господня по данным «Памятной книжки Тульской губернии на 1891 год», был построен в 1744 году — был он двухпрестольный: холодный в честь Вознесения Господня и теплый во имя святителя Николая. Храм имел колокольню, вокруг него имелась ограда на кирпичном фундаменте.
В 1846 году на месте обветшавшей церкви был возведен и освящен новый деревянный Вознесенский храм с приделом святителя Николая Чудотворца. В 1862—1863 годах он подвергался перестройке, в результате которой была расширена его трапезная часть. В 1891 году при храме прихожане устроили библиотеку, а 2 ноября 1897 года было открыто церковноприходское попечительство.
26 апреля 1902 года в храме случился пожар, уничтоживший деревянное здание до основания — ничего из церковной утвари и богослужебных книг спасти не удалось. Уже 1 мая 1902 года прихожанами было составлено прошение епископу Тульскому и Белевскому Питириму (Окнову) о благословении на постройку нового каменного храма. 5 ноября этого же года по указу Тульской духовной консистории было разрешено строительство новой церкви, на что была выдана храмозданная грамота.
30 мая 1903 года состоялась закладка нового храма, работы по строительству возглавил автор проекта — тульский губернский инженер и архитектор Эварист Скавронский. К августу 1906 года новый храм был выстроен. На период его строительства стараниями крестьянина Петра Матвеевича Глазунова в селе была построена небольшая деревянная временная церковь во имя Николая Чудотворца. Освящение новой каменной церкви Вознесения Господня состоялось 31 декабря 1906 года. В ней было четыре придела: главный — в честь Вознесения Господня, а также во имя святителя Николая, во имя святителя Феодосия Черниговского и во имя преподобного Серафима Саровского.
Храм пережил Октябрьскую революцию, несмотря на то, что его неоднократно пытались закрыть. Но в 1930 году церковь была закрыта, было уничтожено её внутреннее убранство, выломан алтарь. Также были сброшены главки с крестами, разобран верх колокольни и сброшены все колокола. Территория возле храма была превращена в хозяйственный колхозный двор, а в самом здании церкви устроили зерносушилку. После Великой Отечественной войны храм был заброшен и стал разрушаться.
После распада СССР, в 1991 году, руинированный храм был возвращён верующим. С 1992 года в нём проводились богослужения по праздничным и воскресным дням. Затем, благодаря фонду «Каширский родник», в церкви были произведены ремонтные и восстановительные работы. В августе 2011 года Вознесенскую церковь посетил управляющий Московской Епархией митрополит Крутицкий и Коломенский Ювеналий (Поярков). С июня 2015 года в храме проводятся регулярные богослужения. В церкви остался один придел — Николая Чудотворца.
Настоятелем церкви Вознесения Господня с 2015 года является протоиерей Евгений Муравьев.
В овраге левого берега небольшого ручья, являющегося правым притоком реки Оки, в километре к югу от Вознесенского храма находится родник, освященный в честь Казанской иконы Божией Матери.